# قارچ قیفی
قارچ قیفی (Chanterelle) نام گونه‌ای از قارچ‌ها است.

## زردکیجا
زردکیجا اصطلاحی به زبان مازندرانی است که به قارچ‌های قیفی زردرنگ که به صورت وحشی در جنگل می‌رویند گفته می‌شود. این عبارت در اصل به معنای "دختر زرد" است.
این قارچ نقش مهمی در فرهنگ غذاهای سنتی سرزمین طبرستان داشته و هر ساله مردم برای جمع آوری این قارچ به جنگل ها می‌روند. همچنین این قارچ دارای ارزش غذایی بسیار بالایی است و بومی اروپا و حاشیه دریای مازندران است.

## طرز تهیه خوراک زردکیجا
طرز تهیه خوراک زردکیجا به ترتیب:   
شستن زردکیجا به مقدار کافی   
جوش زدن زردکیجا در آب مانند آب کش کردن برنج به زمانی کوتاه تا تلخی آن گرفته شود  
مخلوط کردن زردکیجا با پیازداغ و آن را به مقداری کم سرخ کرده  
بر روی غذا نمک و زردچوبه زده  
(دلخواه) کمی هم مغز گردو (به دلخواه پودر شده یا خرد شده) به آن اضافه شود.